# Fernsehturm Bazita

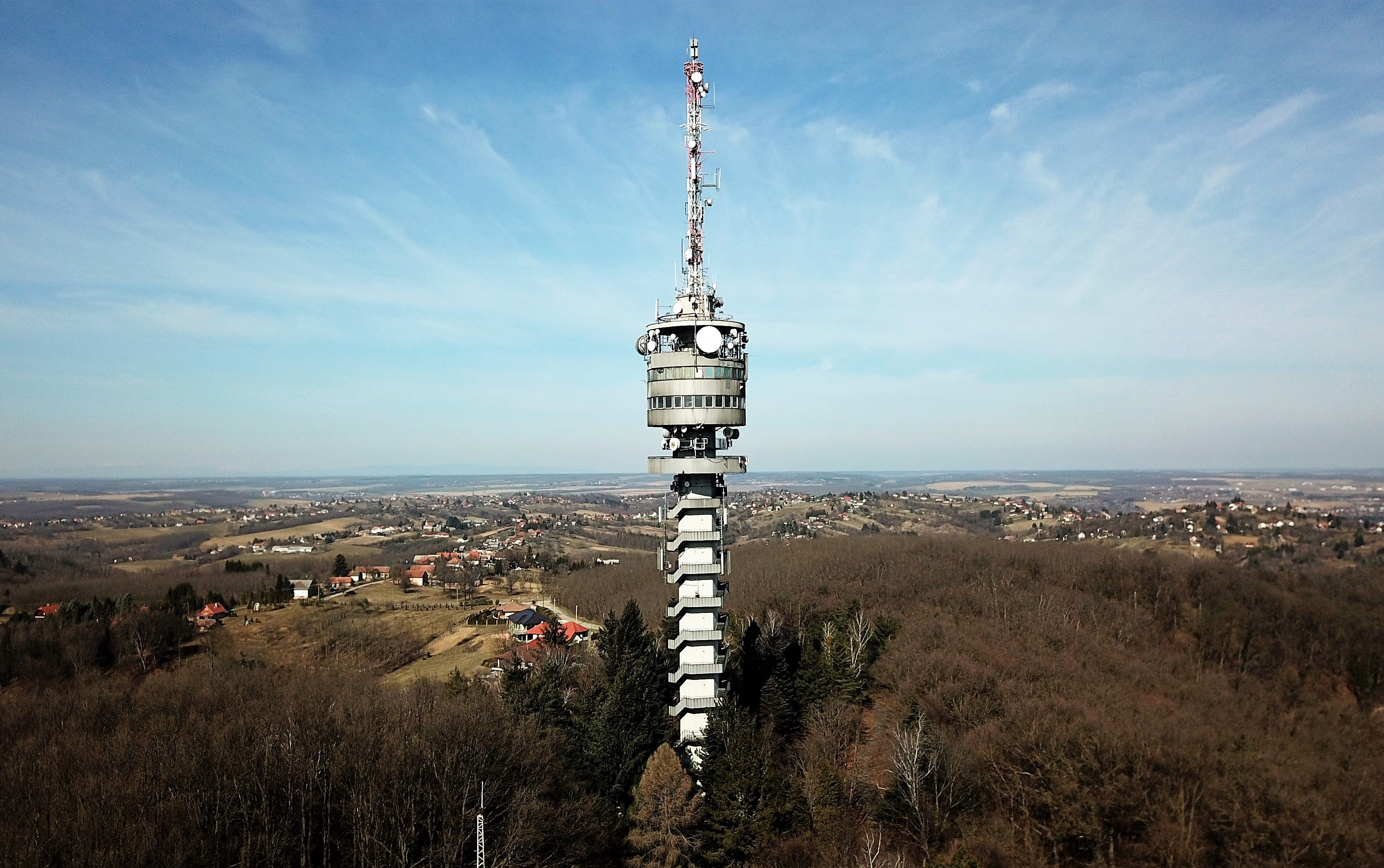
Fernsehturm Bazita (2019)

Der Fernsehturm Bazita (ungarisch Bazitai tévétorony) ist ein Bauwerk im westungarischen Komitat Zala, er befindet sich etwa vier Kilometer südwestlich vom Zentrum der Stadt Zalaegerszeg am Westrand des Stadtwaldes  auf der Bazitaspitze (beliebtes Ausflugsziel). Der Turm ist etwa 100 Meter hoch und wurde als Stahlbetonkonstruktion ausgeführt. Die auffällige Konstruktion bildet auch eine Landmarke.
Der Fernsehturm Bazita besitzt in 60 Meter Höhe eine Aussichtsplattform, von der man bei klarem Wetter die östlichen Ausläufer der Alpen sehen kann. Der Turm dient auch als Testumgebung zur Durchführung physikalischer Experimente, in seinem Inneren befindet sich ein Freifallsimulator. Dies bedingt die ungewöhnliche Bauweise des Turmes: der Zugang und Aufstieg zu den oberen Geschossen erfolgt über eine Außentreppe.